# Holandia na Letnich Igrzyskach Olimpijskich 2020
Holandię na Letnich Igrzyskach Olimpijskich 2020 reprezentowało 267 zawodników: 112 mężczyzn i 155 kobiet. Był to 27. start reprezentacji Holandii na letnich igrzyskach olimpijskich.

## Zdobyte medale[3]
| Medal  | Zawodnik | Dyscyplina        | Konkurencja                          | Rezultat                                                                     | Data       |
| ------ | --- | ----------------- | ------------------------------------ | ---------------------------------------------------------------------------- | ---------- |
| Złoto  | Annemiek van Vleuten | Kolarstwo szosowe | jazda indywidualna na czas kobiet    | 30:13,49                                                                     | 28 lipca   |
| Złoto  | Dirk Uittenbogaard, Abe Wiersma, Tone Wieten, Koen Metsemakers | Wioślarstwo       | Czwórka podwójna mężczyzn            | 5:32,03                                                                      | 28 lipca   |
| Złoto  | Niek Kimmann | Kolarstwo BMX     | wyścig mężczyzn                      | 39,053                                                                       | 30 lipca   |
| Złoto  | Kiran Badloe | Żeglarstwo        | Windsurfing RS:X mężczyzn            |                                                                              | 31 lipca   |
| Złoto  | Sifan Hassan | Lekkoatletyka     | bieg na 5000 m kobiet                | 14:36,79                                                                     | 2 sierpnia |
| Złoto  | Roy van den Berg, Harrie Lavreysen, Jeffrey Hoogland, Matthijs Büchli | Kolarstwo torowe  | sprint drużynowy                     | W finale pokonali reprezentację Wielkiej Brytanii                            | 3 sierpnia |
| Złoto  | Shanne Braspennincx | Kolarstwo torowe  | keirin kobiet                        |                                                                              | 5 sierpnia |
| Złoto  | Harrie Lavreysen | Kolarstwo torowe  | sprint mężczyzn                      | w finale pokonał swojego rodaka Jeffrey Hoogland                             | 6 sierpnia |
| Złoto  | Felice Albers, Eva de Goede, Xan de Waard, Marloes Keetels, Josine Koning, Sanne Koolen, Laurien Leurink, Frédérique Matla, Laura Nunnink, Malou Pheninckx, Pien Sanders, Lauren Stam, Margot van Geffen, Caia van Maasakker, Maria Verschoor, Lidewij Welten | Hokej na trawie   | turniej kobiet                       | W finale pokonały reprezentację Argentyny 3:1                                | 6 sierpnia |
| Złoto  | Sifan Hassan | Lekkoatletyka     | bieg na 10 000 m kobiet              | 29:55,32                                                                     | 7 sierpnia |
| Srebro | Gabriela Schloesser, Steve Wijler | Łucznictwo        | drużyny mieszane                     |                                                                              | 24 lipca   |
| Srebro | Annemiek van Vleuten | Kolarstwo szosowe | wyścig ze startu wspólnego kobiet    | 3:54:00                                                                      | 25 lipca   |
| Srebro | Arno Kamminga | Pływanie          | 100 m stylem klasycznym mężczyzn     | 58,00                                                                        | 26 lipca   |
| Srebro | Melvin Twellaar, Stef Broenink | Wioślarstwo       | dwójka podwójna mężczyzn             | 6:00,53                                                                      | 28 lipca   |
| Srebro | Ellen Hogerwerf, Karolien Florijn, Ymkje Clevering, Veronique Meester | Wioślarstwo       | czwórka bez sternika kobiet          | 6:15,71                                                                      | 28 lipca   |
| Srebro | Tom Dumoulin | Kolarstwo szosowe | jazda indywidualna na czas mężczyzn  | 56:05,58                                                                     | 29 lipca   |
| Srebro | Arno Kamminga | Pływanie          | 200 m stylem klasycznym mężczyzn     | 2:07,01                                                                      | 29 lipca   |
| Srebro | Sharon van Rouwendaal | Pływanie          | 10 km na otwartym akwenie kobiet     | 1:59:31,7                                                                    | 4 sierpnia |
| Srebro | Anouk Vetter | Lekkoatletyka     | siedmiobój                           | 6689 pkt                                                                     | 5 sierpnia |
| Srebro | Jeffrey Hoogland | Kolarstwo torowe  | sprint mężczyzn                      | W finale uległ swojemu rodakowi Harrie Lavreysen                             | 6 sierpnia |
| Srebro | Liemarvin Bonevacia, Terrence Agard, Tony van Diepen, Ramsey Angela, Jochem Dobber | Lekkoatletyka     | sztafeta 4 × 400 m mężczyzn          | 2:57,11                                                                      | 7 sierpnia |
| Srebro | Abdi Nageeye | Lekkoatletyka     | maraton mężczyzn                     | 2:09:58                                                                      | 8 sierpnia |
| Brąz   | Sanne van Dijke | Judo              | kategoria do 70 kg kobiet            | W walce o brązowy medal pokonała reprezentantkę Niemiec Giovanna Scoccimarro | 28 lipca   |
| Brąz   | Anna van der Breggen | Kolarstwo szosowe | jazda indywidualna na czas kobiet    | 31:15,12                                                                     | 28 lipca   |
| Brąz   | Roos de Jong, Lisa Scheenaard | Wioślarstwo       | dwójka podwójna kobiet               | 6:45,73                                                                      | 28 lipca   |
| Brąz   | Marieke Keijser, Ilse Paulis | Wioślarstwo       | dwójka podwójna wagi lekkiej kobiet  | 6:48,03                                                                      | 29 lipca   |
| Brąz   | Merel Smulders | Kolarstwo BMX     | wyścig kobiet                        | 44,721                                                                       | 30 lipca   |
| Brąz   | Marit Bouwmeester | Żeglarstwo        | klasa Laser Radial kobiet            |                                                                              | 1 sierpnia |
| Brąz   | Annemiek Bekkering, Annette Duetz | Żeglarstwo        | klasa 49er FX kobiet                 |                                                                              | 3 sierpnia |
| Brąz   | Femke Bol | Lekkoatletyka     | bieg na 400 m przez płotki kobiet    | 52,03 s                                                                      | 4 sierpnia |
| Brąz   | Maikel van der Vleuten | Jeździectwo       | skoki przez przeszkody indywidualnie |                                                                              | 4 sierpnia |
| Brąz   | Emma Oosterwegel | Lekkoatletyka     | siedmiobój                           | 6590 pkt                                                                     | 5 sierpnia |
| Brąz   | Nouchka Fontijn | Boks              | waga średnia kobiet                  | w półfinale uległa reprezentantce Wielkiej Brytanii Lauren Price 2:3         | 6 sierpnia |
| Brąz   | Sifan Hassan | Lekkoatletyka     | bieg na 1500 m kobiet                | 3:55,86                                                                      | 6 sierpnia |
| Brąz   | Kirsten Wild | Kolarstwo torowe  | omnium kobiet                        | 108 pkt                                                                      | 8 sierpnia |
| Brąz   | Harrie Lavreysen | Kolarstwo torowe  | keirin mężczyzn                      |                                                                              | 8 sierpnia |

## Skład kadry

### Badminton
| Zawodnik                   | Konkurencja        | Faza grupowa                                          | Faza grupowa                                 | Faza grupowa                          | Pozycja | 1/8                             | Ćwierćfinały                                 | Półfinały        | Finał            | Finał   | Źródło                    |
| Zawodnik                   | Konkurencja        | Przeciwnik Wynik                                      | Przeciwnik Wynik                             | Przeciwnik Wynik                      | Pozycja | Przeciwnik Wynik                | Przeciwnik Wynik                             | Przeciwnik Wynik | Przeciwnik Wynik | Pozycja | Źródło                    |
| -------------------------- | ------------------ | ----------------------------------------------------- | -------------------------------------------- | ------------------------------------- | ------- | ------------------------------- | -------------------------------------------- | ---------------- | ---------------- | ------- | ------------------------- |
| Mark Caljouw               | gra pojedyncza (m) | Zilberman 1-2 (17-21, 21-9, 21-10)                    | Sai Praneeth 2-0 (21-14, 21-14)              | N\A                                   | 1.      | Cordón 1-2 (17-21, 21-3, 19-21) | NQ                                           | NQ               | NQ               | 9.      | [ 4 ] [ 5 ] [ 6 ]         |
| Selena Piek Cheryl Seinen  | gra podwójna (m)   | Honderich Kristen Tsai 2:1 (16-21, 21-14, 21-15)      | Hany Hosny 2:0 (21-6, 21-10)                 | Matsumoto Nagahara 0:2 (22-24, 15-21) | 2.      | N/A                             | Lee So-hee Shin Seung-chan 0:2 (8-21, 17-21) | NQ               | NQ               | 5.      | [ 7 ] [ 8 ] [ 9 ] [ 10 ]  |
| Robin Tabeling Selena Piek | mikst              | Seo Seung-jae Chae Yoo-jung 1:2 (21-16, 15-21, 11-21) | Zheng Siwei Huang Yaqiong 0:2 (15-21, 20-22) | Elgamal Hany 2:0 (21-9, 21-4)         | 3.      | N/A                             | NQ                                           | NQ               | NQ               | 9.      | [ 7 ] [ 11 ] [ 4 ] [ 12 ] |

### Boks
| Zawodnik        | Konkurencja         | 1/16             | 1/8                   | Ćwierćfinał      | Półfinał         | Finał            | Finał   | Źródło |
| Zawodnik        | Konkurencja         | Przeciwnik Wynik | Przeciwnik Wynik      | Przeciwnik Wynik | Przeciwnik Wynik | Przeciwnik Wynik | Miejsce | Źródło |
| --------------- | ------------------- | ---------------- | --------------------- | ---------------- | ---------------- | ---------------- | ------- | ------ |
| Enrico Lacruz   | waga lekka mężczyzn | Davis P 0-5      | NQ                    | NQ               | NQ               | NQ               | 17.     | [ 13 ] |
| Nouchka Fontijn | waga średnia kobiet | Bye              | Elżbieta Wójcik W 4-1 | Thibeault W 5-0  | Price P 2-3      | NQ               | brąz    | [ 14 ] |

### Gimnastyka
Mężczyźni
| Zawodnik        | Konkurencja         | Kwalifikacje | Kwalifikacje | Finał  | Finał   | Źródło |
| Zawodnik        | Konkurencja         | Wynik        | Pozycja      | Wynik  | Pozycja | Źródło |
| --------------- | ------------------- | ------------ | ------------ | ------ | ------- | ------ |
| Epke Zonderland | ćwiczenia na drążku | 13,833       | 23.          | NQ     | NQ      | [ 15 ] |
| Bart Deurloo    | ćwiczenia na drążku | 14,400       | 8.           | 12,266 | 7.      | [ 16 ] |

Kobiety
| Zawodniczka         | Konkurencja        | Kwalifikacje | Kwalifikacje | Kwalifikacje | Kwalifikacje | Kwalifikacje | Finał    | Finał    | Finał    | Finał    | Finał | Pozycja | Źródło |
| Zawodniczka         | Konkurencja        | Przyrząd     | Przyrząd     | Przyrząd     | Przyrząd     | Razem        | Przyrząd | Przyrząd | Przyrząd | Przyrząd | Razem | Pozycja | Źródło |
| Zawodniczka         | Konkurencja        | V            | UB           | BB           | F            | Razem        | V        | UB       | BB       | F        | Razem | Pozycja | Źródło |
| ------------------- | ------------------ | ------------ | ------------ | ------------ | ------------ | ------------ | -------- | -------- | -------- | -------- | ----- | ------- | ------ |
| Eythora Thorsdottir | wielobój drużynowy | 14,433       | 13,000       | 12,333       | 13,133       | 52,899       | NQ       | NQ       | NQ       | NQ       | NQ    | 11.     | [ 17 ] |
| Vera van Pol        | wielobój drużynowy | 14,100       | 13,133       | 11,600       | 12,900       | 51,733       | NQ       | NQ       | NQ       | NQ       | NQ    | 11.     | [ 18 ] |
| Sanne Wevers        | wielobój drużynowy | N/A          | 11,733       | 13,866       | N/A          | N/A          | NQ       | NQ       | NQ       | NQ       | NQ    | 11.     | [ 19 ] |
| Lieke Wevers        | wielobój drużynowy | 13,600       | 13,533       | 13,366       | 12,866       | 53,365       | NQ       | NQ       | NQ       | NQ       | NQ    | 11.     | [ 20 ] |
| Razem               | wielobój drużynowy | 42,133       | 39,666       | 39,565       | 38,899       | 160,263      | NQ       | NQ       | NQ       | NQ       | NQ    | 11.     | [ 21 ] |

| Zawodniczka         | Konkurencja             | Kwalifikacje | Kwalifikacje | Kwalifikacje | Kwalifikacje | Kwalifikacje | Kwalifikacje | Finał     | Finał     | Finał     | Finał     | Finał  | Finał   | Źródło |
| Zawodniczka         | Konkurencja             | Przyrządy    | Przyrządy    | Przyrządy    | Przyrządy    | Razem        | Pozycja      | Przyrządy | Przyrządy | Przyrządy | Przyrządy | Razem  | Pozycja | Źródło |
| Zawodniczka         | Konkurencja             | V            | UB           | BB           | F            | Razem        | Pozycja      | V         | UB        | BB        | F         | Razem  | Pozycja | Źródło |
| ------------------- | ----------------------- | ------------ | ------------ | ------------ | ------------ | ------------ | ------------ | --------- | --------- | --------- | --------- | ------ | ------- | ------ |
| Eythora Thorsdottir | wielobój indywidualnie  | 14,433       | 13,000       | 12,333       | 13,133       | 52,899       | 36.          | NQ        | NQ        | NQ        | NQ        | NQ     | NQ      | [ 17 ] |
| Lieke Wevers        | wielobój indywidualnie  | 13,600       | 13,533       | 13,366       | 12,866       | 53,365       | 32.          | 13,266    | 13,366    | 12,400    | 12,066    | 51,098 | 24.     | [ 20 ] |
| Vera van Pol        | wielobój indywidualnie  | 14,100       | 13,133       | 11,600       | 12,900       | 51,733       | 47.          | NQ        | NQ        | NQ        | NQ        | NQ     | NQ      | [ 18 ] |
| Lieke Wevers        | ćwiczenia na poręczach  | N/A          | 13,533       | N/A          | N/A          | 13,533       | 34.          | NQ        | NQ        | NQ        | NQ        | NQ     | NQ      | [ 20 ] |
| Vera van Pol        | ćwiczenia na poręczach  | N/A          | 13,133       | N/A          | N/A          | 13,133       | 41.          | NQ        | NQ        | NQ        | NQ        | NQ     | NQ      | [ 18 ] |
| Eythora Thorsdottir | ćwiczenia na poręczach  | N/A          | 13,000       | N/A          | N/A          | 13,000       | 47.          | NQ        | NQ        | NQ        | NQ        | NQ     | NQ      | [ 17 ] |
| Sanne Wevers        | ćwiczenia na poręczach  | N/A          | 11,733       | N/A          | N/A          | 11,733       | 69.          | NQ        | NQ        | NQ        | NQ        | NQ     | NQ      | [ 19 ] |
| Sanne Wevers        | ćwiczenia na równoważni | N/A          | N/A          | 13,866       | N/A          | 13,866       | 14.          | NQ        | NQ        | NQ        | NQ        | NQ     | NQ      | [ 19 ] |
| Lieke Wevers        | ćwiczenia na równoważni | N/A          | N/A          | 13,366       | N/A          | 13,366       | 23.          | NQ        | NQ        | NQ        | NQ        | NQ     | NQ      | [ 20 ] |
| Eythora Thorsdottir | ćwiczenia na równoważni | N/A          | N/A          | 12,333       | N/A          | 12,333       | 57.          | NQ        | NQ        | NQ        | NQ        | NQ     | NQ      | [ 17 ] |
| Vera van Pol        | ćwiczenia na równoważni | N/A          | N/A          | 11,600       | N/A          | 11,600       | 75.          | NQ        | NQ        | NQ        | NQ        | NQ     | NQ      | [ 18 ] |
| Eythora Thorsdottir | ćwiczenia wolne         | N/A          | N/A          | N/A          | 13,133       | 13,133       | 27.          | NQ        | NQ        | NQ        | NQ        | NQ     | NQ      | [ 17 ] |
| Vera van Pol        | ćwiczenia wolne         | N/A          | N/A          | N/A          | 12,900       | 12,900       | 33.          | NQ        | NQ        | NQ        | NQ        | NQ     | NQ      | [ 18 ] |
| Lieke Wevers        | ćwiczenia wolne         | N/A          | N/A          | N/A          | 12,866       | 12,866       | 35.          | NQ        | NQ        | NQ        | NQ        | NQ     | NQ      | [ 20 ] |

### Golf
| Zawodnik     | Konkurencja | Runda 1 | Runda 2 | Runda 3 | Runda 4 | Łącznie | Łącznie | Łącznie | Źródło |
| Zawodnik     | Konkurencja | Wynik   | Wynik   | Wynik   | Wynik   | Wynik   | Par     | Pozycja | Źródło |
| ------------ | ----------- | ------- | ------- | ------- | ------- | ------- | ------- | ------- | ------ |
| Anne van Dam | kobiety     | 74      | 78      | 69      | 77      | 298     | +14     | 57.     | [ 22 ] |

### Hokej na trawie
Turniej kobiet
- Reprezentacja kobiet

| - Felice Albers - Eva de Goede - Xan de Waard - Marloes Keetels - Josine Koning - Sanne Koolen - Laurien Leurink - Frédérique Matla |  | - Malou Pheninckx - Pien Sanders - Lauren Stam - Margot van Geffen - Caia van Maasakker - Maria Verschoor - Lidewij Welten - Laura Nunnink |

| Drużyna  | Konkurencja | Faza grupowa     | Faza grupowa     | Faza grupowa          | Faza grupowa        | Faza grupowa     | Faza grupowa | Ćwierćfinały      | Półfinały           | Finał            | Pozycja | Źródło |
| Drużyna  | Konkurencja | Przeciwnik Wynik | Przeciwnik Wynik | Przeciwnik Wynik      | Przeciwnik Wynik    | Przeciwnik Wynik | Pozycja      | Przeciwnik Wynik  | Przeciwnik Wynik    | Przeciwnik Wynik | Pozycja | Źródło |
| -------- | ----------- | ---------------- | ---------------- | --------------------- | ------------------- | ---------------- | ------------ | ----------------- | ------------------- | ---------------- | ------- | ------ |
| Holandia | kobiety     | Indie 5:1        | Irlandia 4:0     | Południowa Afryka 5:0 | Wielka Brytania 0:1 | Niemcy 3:1       | 1.           | Nowa Zelandia 3:0 | Wielka Brytania 5:1 | Argentyna 3:1    | złoto   | [ 23 ] |

Turniej mężczyzn
- Reprezentacja mężczyzn

| - Jeroen Hertzberger - Lars Balk - Jonas de Geus - Thijs van Dam - Billy Bakker - Seve van Ass - Jorrit Croon - Glenn Schuurman - Sander de Wijn |  | - Robbert Kemperman - Mirco Pruyser - Roel Bovendeert - Joep de Mol - Thierry Brinkman - Pirmin Blaak - Jip Janssen - Mink van der Weerden - Justen Blok |

| Drużyna  | Konkurencja | Faza grupowa     | Faza grupowa          | Faza grupowa     | Faza grupowa        | Faza grupowa     | Faza grupowa | Ćwierćfinały     | Półfinały        | Finał            | Pozycja | Źródło |
| Drużyna  | Konkurencja | Przeciwnik Wynik | Przeciwnik Wynik      | Przeciwnik Wynik | Przeciwnik Wynik    | Przeciwnik Wynik | Pozycja      | Przeciwnik Wynik | Przeciwnik Wynik | Przeciwnik Wynik | Pozycja | Źródło |
| -------- | ----------- | ---------------- | --------------------- | ---------------- | ------------------- | ---------------- | ------------ | ---------------- | ---------------- | ---------------- | ------- | ------ |
| Holandia | mężczyźni   | Belgia 1:3       | Południowa Afryka 5:3 | Kanada 4:2       | Wielka Brytania 2:2 | Niemcy 1:3       | 4.           | Australia 2:2    | NQ               | NQ               | 6.      | [ 25 ] |

### Jeździectwo
Ujeżdżenie
| Zawodnik                                            | Koń                      | Konkurencja        | Grand Prix | Grand Prix | Grand Prix Special | Grand Prix Special | Finał  | Finał | Źródło               |
| Zawodnik                                            | Koń                      | Konkurencja        | Wynik      | Poz.       | Wynik              | Poz.               | Wynik  | Poz.  | Źródło               |
| --------------------------------------------------- | ------------------------ | ------------------ | ---------- | ---------- | ------------------ | ------------------ | ------ | ----- | -------------------- |
| Edward Gal                                          | Ujeżdżenie indywidualnie | Total US           | 78,649     | 6.         | 79,894             | 5.                 | 84,157 | 6.    | [ 26 ] [ 27 ] [ 28 ] |
| Hans Peter Minderhoud                               | Ujeżdżenie indywidualnie | Dream Boy          | 76,817     | 9.         | 76,155             | 12.                | 80,682 | 12.   | [ 26 ] [ 27 ] [ 28 ] |
| Marlies van Baalen                                  | Ujeżdżenie indywidualnie | Dream Boy          | 71,615     | 20.        | NQ                 | NQ                 | NQ     | NQ    | [ 26 ] [ 27 ] [ 28 ] |
| Edward Gal Hans Peter Minderhoud Marlies van Baalen | ujeżdżenie drużynowe     | Total US Dream Boy | 7312,0     | 5.         | N/A                | N/A                | 7479,5 | 5.    | [ 29 ]               |

Skoki przez przeszkody
| Zawodnik                                           | Konkurencja   | Koń                        | Kwalifikacje | Kwalifikacje | Kwalifikacje | Kwalifikacje | Finał      | Finał       | Finał   | Dogrywka | Dogrywka | Pozycja | Źródło        |
| Zawodnik                                           | Konkurencja   | Koń                        | Kary         | Kary         | Łącznie      | Pozycja      | Kary       | Kary        | Łącznie | Kary     | Czas     | Pozycja | Źródło        |
| Zawodnik                                           | Konkurencja   | Koń                        | Przeszkody   | Limit czasu  | Łącznie      | Pozycja      | Przeszkody | Limit czasu | Łącznie | Kary     | Czas     | Pozycja | Źródło        |
| -------------------------------------------------- | ------------- | -------------------------- | ------------ | ------------ | ------------ | ------------ | ---------- | ----------- | ------- | -------- | -------- | ------- | ------------- |
| Maikel van der Vleuten                             | indywidualnie | Beauville Z                | 0            | 0            | 0            | 1.           | 0          | 0           | 0       | 0        | 37,85    | brąz    | [ 30 ] [ 31 ] |
| Marc Houtzager                                     | indywidualnie | Dante                      | 0            | 0            | 0            | 1.           | 12         | 1           | 13      | N/A      | 21.      |         | [ 30 ] [ 31 ] |
| Willem Greve                                       | indywidualnie | Zypria S                   | 4            | 0            | 4            | 31.          | NQ         | NQ          | NQ      | NQ       | NQ       | 31.     | [ 30 ] [ 31 ] |
| Maikel van der Vleuten Marc Houtzager Willem Greve | drużynowo     | Beauville Z Dante Zypria S | 8 5 13       | 0            | 25           | 9.           | 8 9 0      | 0           | 17      | N/A      | N/A      | 4.      | [ 32 ] [ 33 ] |

WKKW
| Zawodnik            | Konkurencja   | Koń               | Ujeżdżenie | Cross country | Skoki (runda kwalifikacyjna) | Razem | Skoki (runda finałowa) | Finał | Pozycja | Źródło |
| ------------------- | ------------- | ----------------- | ---------- | ------------- | ---------------------------- | ----- | ---------------------- | ----- | ------- | ------ |
| Merel Blom          | indywidualnie | The Quizmaster    | 31,50      | EL            | DNF                          | DNF   | DNF                    | DNF   | DNF     | [ 34 ] |
| Janneke Boonzaaijer | indywidualnie | Champ de Tailleur | 33,00      | EL            | DNF                          | DNF   | DNF                    | DNF   | DNF     | [ 34 ] |

### Judo
| Zawodnik | Konkurencja | 1/16                | 1/8                  | Ćwierćfinał           | Półfinał            | Repasaże            | Finał / 3. miejsce  | Finał / 3. miejsce | Źródła |
| Zawodnik | Konkurencja | Przeciwniczka Wynik | Przeciwniczka Wynik  | Przeciwniczka Wynik   | Przeciwniczka Wynik | Przeciwniczka Wynik | Przeciwniczka Wynik | Pozycja            | Źródła |
| --- | ----------- | ------------------- | -------------------- | --------------------- | ------------------- | ------------------- | ------------------- | ------------------ | ------ |
| Tornike Tsjakadoea | -60 kg (m)  | Amartüwszin W 01-00 | Mszwidobadze W 01-00 | Yang Yung-wei P 00-10 | NQ                  | Łesiuk W 10-00      | Smietow P 000-101   | 5.                 | [ 35 ] |
| Frank de Wit | -81 kg (m)  | Percival W 10-00    | Ressel P 00-01       | NQ                    | NQ                  | NQ                  | NQ                  | 9.                 | [ 36 ] |
| Noël van ’t End | -90 kg (m)  | Persoglia W 10-00   | Clerget W 01-00      | Žgank P 00-10         | NQ                  | Tóth P 00-01        | NQ                  | 7.                 | [ 37 ] |
| Michael Korrel | -100 kg (m) | Bye                 | Frey P 00-01         | NQ                    | NQ                  | NQ                  | NQ                  | 9.                 | [ 38 ] |
| Henk Grol | +100 kg (m) | Bye                 | Oltiboyev P 00-10    | NQ                    | NQ                  | NQ                  | NQ                  | 9.                 | [ 39 ] |
| Sanne Verhagen | -57 kg (k)  | Filzmoser W 10-00   | Gjakova P 00-01      | NQ                    | NQ                  | NQ                  | NQ                  | 9.                 | [ 40 ] |
| Juul Franssen | -63 kg (k)  | Obradović W 10-00   | Haecker W 10-00      | Agbegnenou P 00-01    | NQ                  | Quadros W 10-00     | Centracchio P 00-01 | .                  | [ 41 ] |
| Sanne van Dijke | -70 kg (k)  | Bye                 | Matniyazova W 10-00  | Bellandi W 11-01      | Polleres P 00-01    | N/A                 | Scoccimarro W 10-00 | brąz               | [ 42 ] |
| Guusje Steenhuis | -78 kg (k)  | Bye                 | Turczyn W 01-00      | Yoon Hyun-ji P 00-10  | NQ                  | Antomarchi P 00-10  | NQ                  | 7.                 | [ 43 ] |
| Tessie Savelkouls | +78 kg (k)  | Han Mi-jin P 00-01  | NQ                   | NQ                    | NQ                  | NQ                  | NQ                  | 17.                | [ 44 ] |
| Tornike Tsjakadoea Frank de Wit Noël van ’t End Michael Korrel Henk Grol Sanne Verhagen Juul Franssen Sanne van Dijke Guusje Steenhuis Tessie Savelkouls | drużynowo   | N/A                 | Uzbekistan · W 4-3   | Brazylia · W 4-2      | Francja · P 0-4     | N/A                 | Niemcy · P 2-4      | 5.                 | [ 45 ] |

### Kajakarstwo górskie
| Zawodnik       | Konkurencja | Eliminacje | Eliminacje | Eliminacje | Eliminacje | Eliminacje | Eliminacje | Półfinały | Półfinały | Finał  | Finał   | Pozycja | Źródło |
| Zawodnik       | Konkurencja | P 1        | M.         | P 2        | M.         | Razem      | M.         | Czas      | Miejsce   | Czas   | Miejsce | Pozycja | Źródło |
| -------------- | ----------- | ---------- | ---------- | ---------- | ---------- | ---------- | ---------- | --------- | --------- | ------ | ------- | ------- | ------ |
| Martina Wegman | K-1 (k)     | 113,29     | 12.        | 109,84     | 10.        | 109,84     | 12.        | 110,74    | 8.        | 111,33 | 7.      | 7.      | [ 46 ] |

### Kolarstwo

#### Kolarstwo szosowe
| Zawodnik             | Konkurencja                    | Czas     | Pozycja | Źródło |
| -------------------- | ------------------------------ | -------- | ------- | ------ |
| Dylan van Baarle     | wyścig ze startu wspólnego (m) | 6:09:04  | 15.     | [ 47 ] |
| Bauke Mollema        | wyścig ze startu wspólnego (m) | 6:06:33  | 4.      | [ 47 ] |
| Wilco Kelderman      | wyścig ze startu wspólnego (m) | 6:15:38  | 51.     | [ 47 ] |
| Yoeri Havik          | wyścig ze startu wspólnego (m) | DNF      | DNF     | [ 47 ] |
| Tom Dumoulin         | wyścig ze startu wspólnego (m) | 6:15:38  | 44.     | [ 47 ] |
| Tom Dumoulin         | jazda indywidualna na czas (m) | 56:05,58 | srebro  | [ 47 ] |
| Anna van der Breggen | wyścig ze startu wspólnego (k) | 3:54:31  | 15.     | [ 48 ] |
| Annemiek van Vleuten | wyścig ze startu wspólnego (k) | 3:54:00  | srebro  | [ 48 ] |
| Demi Vollering       | wyścig ze startu wspólnego (k) | 3:55:41  | 25.     | [ 48 ] |
| Marianne Vos         | wyścig ze startu wspólnego (k) | 3:54:31  | 5.      | [ 48 ] |
| Annemiek van Vleuten | jazda indywidualna na czas (k) | 30:13,49 | złoto   | [ 48 ] |
| Anna van der Breggen | jazda indywidualna na czas (k) | 31:15,12 | brąz    | [ 48 ] |

#### Kolarstwo torowe
Sprint
| Zawodnik                                                           | Konkurencja       | Kwalifikacje   | Kwalifikacje    | Runda 1               | Repasaże 1 Runda | Runda 2              | Repasaże 2 Runda | Runda 3              | Repasaże 3 Runda | Ćwierćfinały     | Półfinały        | Finał                                | Finał   | Źródło |
| Zawodnik                                                           | Konkurencja       | Czas Prędkość  | Przeciwnik Czas | Pozycja               | Przeciwnik Czas  | Przeciwnik Czas      | Przeciwnik Czas  | Przeciwnik Czas      | Przeciwnik Czas  | Przeciwnik Wynik | Przeciwnik Wynik | Przeciwnik Wynik                     | Pozycja | Źródło |
| ------------------------------------------------------------------ | ----------------- | -------------- | --------------- | --------------------- | ---------------- | -------------------- | ---------------- | -------------------- | ---------------- | ---------------- | ---------------- | ------------------------------------ | ------- | ------ |
| Jeffrey Hoogland                                                   | indywidualnie (m) | 9,215 · 78,133 | 1.              | Mitchell 9,821        | N/A              | Bötticher 10,034     | N/A              | Awang 9,831          | N/A              | Vigier 2-0       | Dmitrijew 2-0    | Lavreysen 1-2                        | srebro  | [ 49 ] |
| Harrie Lavreysen                                                   | indywidualnie (m) | 9,215 78,133   | 2.              | Firdaus Sahrom 10,005 | N/A              | Tjon En Fa 9,766     | N/A              | Firdaus Sahrom 9,635 | N/A              | Kenny 2-0        | Carlin 2-0       | Hoogland 2-1                         | złoto   | [ 49 ] |
| Shanne Braspennincx                                                | indywidualnie (k) | 10,479 68,709  | 7.              | Bao Shanju 10,979     | N/A              | Zhong Tianshi 10,912 | N/A              | Starikowa 10,934     | N/A              | Hinze 0-2        | NQ               | Friedrich Marchant Genest 11,081     | 7.      | [ 51 ] |
| Laurine van Riessen                                                | indywidualnie (k) | DNS            | DNS             | DNS                   | DNS              | DNS                  | DNS              | DNS                  | DNS              | DNS              | DNS              | DNS                                  | DNS     | [ 51 ] |
| Roy van den Berg Harrie Lavreysen Matthijs Büchli Jeffrey Hoogland | drużynowo (m)     | 42,134         | 1.              | N/A                   | N/A              | N/A                  | N/A              | N/A                  | N/A              | N/A              | Polska · 41,431  | Wielka Brytania · 41,369             | złoto   | [ 49 ] |
| Shanne Braspennincx Laurine van Riessen                            | drużynowo (k)     | 32,465         | 3.              | N/A                   | N/A              | N/A                  | N/A              | N/A                  | N/A              | N/A              | Polska · 32,308  | Rosyjski Komitet Olimpijski · 32,504 | 4.      | [ 51 ] |

Keirin
| Zawodnik            | Konkurencja | Runda 1 | Repesaż | Ćwierćfinał | Półfinał | Finał   | Pozycja | Źródło |
| Zawodnik            | Konkurencja | Miejsce | Miejsce | Miejsce     | Miejsce  | Miejsce | Pozycja | Źródło |
| ------------------- | ----------- | ------- | ------- | ----------- | -------- | ------- | ------- | ------ |
| Matthijs Büchli     | mężczyźni   | DSQ     | 3.      | NQ          | NQ       | NQ      | 19.     | [ 49 ] |
| Harrie Lavreysen    | mężczyźni   | 5.      | 1.      | 4.          | 3.       | 3.      | brąz    | [ 49 ] |
| Laurine van Riessen | kobiety     | 1.      | N/A     | DNF         | NQ       | NQ      | 16.     | [ 51 ] |
| Shanne Braspennincx | kobiety     | 3.      | 1.      | 1.          | 1.       | 1.      | złoto   | [ 51 ] |

Madison
| Zawodnik                         | Konkurencja | Punkty | Punkty  | Punkty  | Punkty  | Pozycja | Źródło |
| Zawodnik                         | Konkurencja | Sprint | Okr.pkt | Okr.pkt | Łącznie | Pozycja | Źródło |
| -------------------------------- | ----------- | ------ | ------- | ------- | ------- | ------- | ------ |
| Zawodnik                         | Konkurencja | Sprint | +       | -       | Łącznie | Pozycja | Źródło |
| Yoeri Havik Jan-Willem van Schip | mężczyźni   | 17     |         | 0       | 17      | 5.      | [ 49 ] |
| Amy Pieters Kirsten Wild         | kobiety     | 21     |         |         | 21      | 4.      | [ 51 ] |

Omnium
| Zawodnik             | Konkurencja | Scratch | Scratch | Wyścig tempowy | Wyścig tempowy   | Wyścig tempowy | Wyścig eliminacyjny | Wyścig eliminacyjny | Wyścig punktowy | Wyścig punktowy | Wyścig punktowy | Suma punktów | Pozycja | Źródło |
| Zawodnik             | Konkurencja | Miejsce | Punkty  | Miejsce        | Punkty wyścigowe | Punkty         | Miejsce             | Punkty              | Sprint          | Okrążenia       | Miejsce         | Suma punktów | Pozycja | Źródło |
| -------------------- | ----------- | ------- | ------- | -------------- | ---------------- | -------------- | ------------------- | ------------------- | --------------- | --------------- | --------------- | ------------ | ------- | ------ |
| Kirsten Wild         | kobiety     | 5.      | 32      | 2.             | 3                | 38             | 11.                 | 20                  | 18              |                 | 3.              | 108          | brąz    | [ 51 ] |
| Jan-Willem van Schip | mężczyźni   | 3.      | 36      | 1.             | 30               | 40             | 4.                  | 34                  | 2               |                 | 7.              | 112          | 6.      | [ 49 ] |

#### Kolarstwo górskie
| Zawodnik             | Konkurencja       | Czas    | Pozycja | Źródło |
| -------------------- | ----------------- | ------- | ------- | ------ |
| Anne Terpstra        | cross-country (k) | 1:18:21 | 5.      | [ 52 ] |
| Anne Tauber          | cross-country (k) | 1:20:18 | 11.     | [ 52 ] |
| Milan Vader          | cross-country (m) | 1:27:21 | 10.     | [ 53 ] |
| Mathieu van der Poel | cross-country (m) | DNF     | DNF     | [ 53 ] |

#### Kolarstwo BMX
Wyścig
| Zawodniczka    | Konkurencja | Ćwierćfinał | Ćwierćfinał | Półfinał | Półfinał | Finał  | Finał   | Pozycja | Źródło |
| Zawodniczka    | Konkurencja | Wynik       | Miejsce     | Wynik    | Miejsce  | Wynik  | Miejsce | Pozycja | Źródło |
| -------------- | ----------- | ----------- | ----------- | -------- | -------- | ------ | ------- | ------- | ------ |
| Merel Smulders | kobiety     | 10          | 3.          | 14       | 3.       | 44,721 | 3.      | brąz    | [ 54 ] |
| Laura Smulders | kobiety     | 4           | 1.          | 24       | 8.       | NQ     | NQ      | 16.     | [ 54 ] |
| Judy Baauw     | kobiety     | 7           | 2.          | 17       | 7.       | NQ     | NQ      | 13.     | [ 54 ] |
| Niek Kimmann   | mężczyźni   | 4           | 1.          | 6        | 1.       | 39,053 | 1.      | złoto   | [ 55 ] |
| Twan van Gendt | mężczyźni   | 5           | 2.          | 23       | 8.       | NQ     | NQ      | 16.     | [ 55 ] |
| Joris Harmsen  | mężczyźni   | 6           | 2.          | 18       | 7.       | NQ     | NQ      | 13.     | [ 55 ] |

### Koszykówka
3 × 3
| Drużyna                                                       | Konkurencja  | Faza grupowa     | Faza grupowa                      | Faza grupowa     | Faza grupowa     | Faza grupowa     | Faza grupowa     | Faza grupowa     | Faza grupowa | Ćwierćfinały                      | Półfinały        | Finał            | Pozycja | Źródło        |
| Drużyna                                                       | Konkurencja  | Przeciwnik Wynik | Przeciwnik Wynik                  | Przeciwnik Wynik | Przeciwnik Wynik | Przeciwnik Wynik | Przeciwnik Wynik | Przeciwnik Wynik | Pozycja      | Przeciwnik Wynik                  | Przeciwnik Wynik | Przeciwnik Wynik | Pozycja | Źródło        |
| ------------------------------------------------------------- | ------------ | ---------------- | --------------------------------- | ---------------- | ---------------- | ---------------- | ---------------- | ---------------- | ------------ | --------------------------------- | ---------------- | ---------------- | ------- | ------------- |
| Ross Bekkering Dimeo van der Horst Arvin Slagter Jessey Voorn | 3×3 mężczyzn | Serbia 15-16     | Rosyjski Komitet Olimpijski 18-15 | Japonia 21-20    | Chiny 21-18      | Belgia 16-18     | Polska 22-20     | Łotwa 18-22      | 4.           | Rosyjski Komitet Olimpijski 19-21 | NQ               | NQ               | 5.      | [ 56 ] [ 57 ] |

### Lekkoatletyka
Konkurencje biegowe
| Zawodnik                                                                                | Konkurencja                 | Eliminacje | Eliminacje | Półfinał | Półfinał | Finał    | Finał   | Źródło |
| Zawodnik                                                                                | Konkurencja                 | Wynik      | Miejsce    | Wynik    | Miejsce  | Wynik    | Miejsce | Źródło |
| --------------------------------------------------------------------------------------- | --------------------------- | ---------- | ---------- | -------- | -------- | -------- | ------- | ------ |
| Taymir Burnet                                                                           | 200 m (m)                   | 20,60      | 3.         | 20,90    | 8.       | NQ       | NQ      | [ 58 ] |
| Jochem Dobber                                                                           | 400 m (m)                   | 45,54      | 3.         | 45,48    | 6.       | NQ       | NQ      | [ 59 ] |
| Liemarvin Bonevacia                                                                     | 400 m (m)                   | 44,95      | 1.         | 44,62    | 3.       | 45,07    | 8.      | [ 59 ] |
| Tony van Diepen                                                                         | 800 m (m)                   | 1:46,03    | 6.         | NQ       | NQ       | NQ       | NQ      | [ 60 ] |
| Mike Foppen                                                                             | 5 000 m (m)                 | DNF        | DNF        | N/A      | N/A      | NQ       | NQ      | [ 61 ] |
| Nick Smidt                                                                              | 400 m przez płotki(m)       | 49,55      | 4.         | 49,35    | 7.       | NQ       | NQ      | [ 62 ] |
| Abdi Nageeye                                                                            | maraton (m)                 | N/A        | N/A        | N/A      | N/A      | 2:09:58  | srebro  | [ 63 ] |
| Bart van Nunen                                                                          | maraton (m)                 | N/A        | N/A        | N/A      | N/A      | DNF      | DNF     | [ 63 ] |
| Khalid Choukoud                                                                         | maraton (m)                 | N/A        | N/A        | N/A      | N/A      | DNF      | DNF     | [ 63 ] |
| Joris van Gool Taymir Burnet Chris Garia Churandy Martina                               | sztafeta 4 × 100 m (m)      | DNF        | DNF        | N/A      | N/A      | NQ       | NQ      | [ 64 ] |
| Jochem Dobber Terrence Agard Tony van Diepen Ramsey Angela                              | sztafeta 4 × 400 m (m)      | 2:59,06    | 5.         | N/A      | N/A      | 2:57,18  | srebro  | [ 65 ] |
| Marije van Hunenstijn                                                                   | 100 m (k)                   | 11,27      | 6.         | NQ       | NQ       | NQ       | NQ      | [ 66 ] |
| Jamile Samuel                                                                           | 200 m (k)                   | DNS        | DNS        | NQ       | NQ       | NQ       | NQ      | [ 67 ] |
| Lisanne de Witte                                                                        | 400 m (k)                   | 51,68      | 4.         | 52,09    | 8.       | NQ       | NQ      | [ 68 ] |
| Lieke Klaver                                                                            | 400 m (k)                   | 51,37      | 3.         | 51,37    | 6.       | NQ       | NQ      | [ 68 ] |
| Sifan Hassan                                                                            | 1500 m (k)                  | 4:05,17    | 1.         | 4:00,23  | 1.       | 3:55,86  | brąz    | [ 69 ] |
| Diane van Es                                                                            | 5000 m (k)                  | 15:47,01   | 33.        | N/A      | N/A      | NQ       | NQ      | [ 70 ] |
| Sifan Hassan                                                                            | 5000 m (k)                  | 14:47,89   | 1.         | N/A      | N/A      | 14:36,79 | złoto   | [ 70 ] |
| Sifan Hassan                                                                            | 10 000 m (k)                | N/A        | N/A        | N/A      | N/A      | 29:55,32 | złoto   | [ 71 ] |
|                                                                                         | N/A                         | N/A        | N/A        | N/A      | DNF      | DNF      |         | [ 71 ] |
| Nadine Visser                                                                           | 100 m przez płotki(k)       | 12,72      | 2.         | 12,63    | 3.       | 12,73    | 5.      | [ 72 ] |
| Zoë Sedney                                                                              | 100 m przez płotki(k)       | 13,03      | 7.         | NQ       | NQ       | NQ       | NQ      | [ 72 ] |
| Femke Bol                                                                               | 400 m przez płotki(k)       | 54,43      | 1.         | 53,91    | 1.       | 52,03    | brąz    | [ 73 ] |
| Irene van der Reijken                                                                   | 3000 m z przeszkodami (k)   | 9:42,98    | 5.         | N/A      | N/A      | NQ       | NQ      | [ 74 ] |
| Andrea Deelstra                                                                         | maraton (k)                 | N/A        | N/A        | N/A      | N/A      | 2:37:05  | 44.     | [ 75 ] |
| Jill Holterman                                                                          | maraton (k)                 | N/A        | N/A        | N/A      | N/A      | 2:45:27  | 63.     | [ 75 ] |
| Nadine Visser Dafne Schippers Marije van Hunenstijn Naomi Sedney                        | sztafeta 4 × 100 m (k)      | 42,81      | 5.         | N/A      | N/A      | DNF      | DNF     | [ 76 ] |
| Lieke Klaver Lisanne de Witte Laura de Witte Femke Bol                                  | sztafeta 4 × 400 m (k)      | 3:24,01    | 4.         | N/A      | N/A      | 3:23,74  | 6.      | [ 77 ] |
| Jochem Dobber Lieke Klaver Lisanne de Witte Ramsey Angela Liemarvin Bonevacia Femke Bol | sztafeta mieszana 4 × 400 m | 3:10,69    | 2.         | N/A      | N/A      | 3:10,36  | 4.      | [ 80 ] |

Konkurencje techniczne
| Zawodnik            | Konkurencja        | Kwalifikacje | Kwalifikacje | Finał | Finał   | Źródło |
| Zawodnik            | Konkurencja        | Wynik        | Miejsce      | Wynik | Miejsce | Źródło |
| ------------------- | ------------------ | ------------ | ------------ | ----- | ------- | ------ |
| Menno Vloon         | skok o tyczce (m)  | 5,75         | 7.           | 5,55  | 13.     | [ 81 ] |
| Jessica Schilder    | pchnięcie kulą (k) | 17,74        | 19.          | NQ    | NQ      | [ 82 ] |
| Jorinde van Klinken | rzut dyskiem (k)   | 61,15        | 14.          | NQ    | NQ      | [ 83 ] |

Wieloboje
Siedmiobój
| Zawodnik         | Konkurencja | 100 m | HJ   | SP    | 200 m | LJ   | JT    | 800 m   | Razem | Pozycja | Źródło |
| ---------------- | ----------- | ----- | ---- | ----- | ----- | ---- | ----- | ------- | ----- | ------- | ------ |
| Anouk Vetter     | Rezultat    | 13,09 | 1,80 | 15,29 | 23,81 | 6,47 | 51,20 | 2:18,72 | 6689  | srebro  | [ 84 ] |
| Anouk Vetter     | Punkty      | 1111  | 978  | 880   | 999   | 997  | 883   | 841     | 6689  | srebro  | [ 84 ] |
| Emma Oosterwegel | Rezultat    | 13,36 | 1,80 | 13,28 | 24,25 | 6,29 | 54,60 | 2:11,09 | 6590  | brąz    | [ 84 ] |
| Emma Oosterwegel | Punkty      | 1071  | 978  | 746   | 957   | 940  | 949   | 949     | 6590  | brąz    | [ 84 ] |
| Nadine Broersen  | Rezultat    | 13,74 | 1,80 | 14,50 | 25,57 | DNS  | DNS   | DNS     | DNF   | DNF     | [ 84 ] |
| Nadine Broersen  | Punkty      | 1015  | 978  | 827   | 835   | DNS  | DNS   | DNS     | DNF   | DNF     | [ 84 ] |

### Łucznictwo
| Zawodnik                                     | Konkurencja       | Runda rankingowa | Runda rankingowa | 1/64             | 1/32             | 1/16             | 1/8                      | Ćwierćfinały             | Półfinały               | Finał                    | Finał   | Źródło               |
| Zawodnik                                     | Konkurencja       | Wynik            | Miejsce          | Przeciwnik Wynik | Przeciwnik Wynik | Przeciwnik Wynik | Przeciwnik Wynik         | Przeciwnik Wynik         | Przeciwnik Wynik        | Przeciwnik Wynik         | Pozycja | Źródło               |
| -------------------------------------------- | ----------------- | ---------------- | ---------------- | ---------------- | ---------------- | ---------------- | ------------------------ | ------------------------ | ----------------------- | ------------------------ | ------- | -------------------- |
| Steve Wijler                                 | indywidualnie (m) | 675              | 6.               | Napłoszek W 6-4  | Abdullin W 7-1   | NQ               | NQ                       | NQ                       | NQ                      | NQ                       | 17.     | [ 85 ] [ 86 ] [ 87 ] |
| Sjef van den Berg                            | indywidualnie (m) | 670              | 8.               | Valladont W 7-3  | D’Almeida P 1-7  | NQ               | NQ                       | NQ                       | NQ                      | NQ                       | 17.     | [ 85 ] [ 86 ] [ 87 ] |
| Gijs Broeksma                                | indywidualnie (m) | 667              | 14.              | Chirault W 6-3   | Furukawa P 5-6   | NQ               | NQ                       | NQ                       | NQ                      | NQ                       | 17.     | [ 85 ] [ 86 ] [ 87 ] |
| Gabriela Schloesser                          | indywidualnie (k) | 652              | 20.              | Gombojewa W 6-5  | Barbelin P 0-6   | NQ               | NQ                       | NQ                       | NQ                      | NQ                       | 17.     | [ 88 ] [ 89 ] [ 90 ] |
| Steve Wijler Sjef van den Berg Gijs Broeksma | drużynowo (m)     | 2012             | 2.               | N/A              | N/A              | N/A              | Bye                      | Wielka Brytania · W 5-3  | Chińskie Tajpej · P 0-6 | Japonia · P 4-5          | 4.      | [ 91 ] [ 92 ]        |
| Steve Wijler Gabriela Schloesser             | mikst             | 1327             | 6.               | N/A              | N/A              | N/A              | Nespoli Rebagliati W 6-0 | Valladont Barbelin W 5-4 | Gazoz Anagöz W 5-3      | Kim Je-deok An San P 3-5 | srebro  | [ 93 ] [ 94 ]        |

### Piłka nożna
Turniej kobiet
- Reprezentacja kobiet

| - Sari van Veenendaal - Lynn Wilms - Stefanie van der Gragt - Aniek Nouwen - Merel van Dongen - Jill Roord - Shanice van de Sanden - Joëlle Smits - Vivianne Miedema - Daniëlle van de Donk - Lieke Martens |  | - Sisca Folkertsma - Victoria Pelova - Jackie Groenen - Kika van Es - Lize Kop - Dominique Janssen - Lineth Beerensteyn - Renate Jansen - Inessa Kaagman - Anouk Dekker - Loes Geurts |

| Drużyna  | Konkurencja    | Faza grupowa     | Faza grupowa     | Faza grupowa     | Faza grupowa | Ćwierćfinały          | Półfinały        | Finał mecz o 3. miejsce | Pozycja | Źródło |
| Drużyna  | Konkurencja    | Przeciwnik Wynik | Przeciwnik Wynik | Przeciwnik Wynik | Pozycja      | Przeciwnik Wynik      | Przeciwnik Wynik | Przeciwnik Wynik        | Pozycja | Źródło |
| -------- | -------------- | ---------------- | ---------------- | ---------------- | ------------ | --------------------- | ---------------- | ----------------------- | ------- | ------ |
| Holandia | turniej kobiet | Zambia 10:3      | Brazylia 3:3     | Chiny 8:2        | 1.           | Stany Zjednoczone 2:2 | NQ               | NQ                      | 5.      | [ 96 ] |

### Piłka ręczna
Turniej kobiet
- Reprezentacja kobiet

| - Laura van der Heijden - Debbie Bont - Lois Abbingh - Larissa Nusser - Danick Snelder - Bo van Wetering - Cornelia Groot - Kelly Dulfer |  | - Merel Freriks - Inger Smits - Martine Smeets - Angela Malestein - Rinka Duijndam - Tess Wester - Dione Housheer |

| Drużyna  | Konkurencja    | Faza grupowa     | Faza grupowa           | Faza grupowa     | Faza grupowa     | Faza grupowa     | Faza grupowa | Ćwierćfinały     | Półfinały        | Finał mecz o 3. miejsce | Pozycja | Źródło        |
| Drużyna  | Konkurencja    | Przeciwnik Wynik | Przeciwnik Wynik       | Przeciwnik Wynik | Przeciwnik Wynik | Przeciwnik Wynik | Pozycja      | Przeciwnik Wynik | Przeciwnik Wynik | Przeciwnik Wynik        | Pozycja | Źródło        |
| -------- | -------------- | ---------------- | ---------------------- | ---------------- | ---------------- | ---------------- | ------------ | ---------------- | ---------------- | ----------------------- | ------- | ------------- |
| Holandia | turniej kobiet | Japonia 32:21    | Korea Południowa 43:36 | Angola 37:28     | Norwegia 27:29   | Czarnogóra 30:29 | 2.           | Francja 22:32    | NQ               | NQ                      | 5.      | [ 97 ] [ 98 ] |

### Piłka wodna
Turniej kobiet
- Reprezentacja kobiet

| - Joanne Koenders - Maud Megens - Dagmar Genee - Catharina van der Sloot - Iris Wolves - Nomi Stomphorst - Kitty-Lynn Joustra |  | - Vivian Sevenich - Maartje Keuning - Ilse Koolhaas - Simone van de Kraats - Brigitte Sleeking - Debby Willemsz |

| Drużyna  | Konkurencja    | Faza grupowa     | Faza grupowa     | Faza grupowa           | Faza grupowa     | Faza grupowa | Ćwierćfinały     | Półfinały        | Finał mecz o 3. miejsce | Pozycja | Źródło                          |
| Drużyna  | Konkurencja    | Przeciwnik Wynik | Przeciwnik Wynik | Przeciwnik Wynik       | Przeciwnik Wynik | Pozycja      | Przeciwnik Wynik | Przeciwnik Wynik | Przeciwnik Wynik        | Pozycja | Źródło                          |
| -------- | -------------- | ---------------- | ---------------- | ---------------------- | ---------------- | ------------ | ---------------- | ---------------- | ----------------------- | ------- | ------------------------------- |
| Holandia | turniej kobiet | Australia 12:15  | Hiszpania 14:13  | Południowa Afryka 33:1 | Kanada 16:12     | 3.           | Węgry 11:14      | Chiny 13:6       | Australia 7:14          | 6.      | [ 100 ] [ 101 ] [ 102 ] [ 103 ] |

### Pływanie
| Zawodnik                                                                        | Konkurencja                          | Eliminacje | Eliminacje | Półfinał | Półfinał | Finał     | Finał   | Źródło                  |
| Zawodnik                                                                        | Konkurencja                          | Czas       | Miejsce    | Czas     | Miejsce  | Czas      | Miejsce | Źródło                  |
| ------------------------------------------------------------------------------- | ------------------------------------ | ---------- | ---------- | -------- | -------- | --------- | ------- | ----------------------- |
| Thom de Boer                                                                    | 50 m dowolnym (m)                    | 21,75      | 6.         | 21,78    | 7.       | 21,79     | 8.      | [ 104 ] [ 105 ] [ 106 ] |
| Jesse Puts                                                                      | 50 m dowolnym (m)                    | 21,75      | 7.         | 21,87    | 11.      | NQ        | NQ      | [ 104 ] [ 105 ] [ 106 ] |
| Stan Pijnenburg                                                                 | 100 m dowolnym (m)                   | 48,53      | 21.        | NQ       | NQ       | NQ        | NQ      | [ 107 ] [ 108 ] [ 109 ] |
| Arno Kamminga                                                                   | 100 m klasycznym (m)                 | 57,80      | 2.         | 58,19    | 2.       | 58,00     | srebro  | [ 110 ] [ 111 ] [ 112 ] |
| Caspar Corbeau                                                                  | 100 m klasycznym (m)                 | 1:00,13    | 25.        | NQ       | NQ       | NQ        | NQ      | [ 110 ] [ 111 ] [ 112 ] |
| Arno Kamminga                                                                   | 200 m klasycznym (m)                 | 2:07,37    | 1.         | 2:07,99  | 3.       | 2:07,01   | srebro  | [ 113 ] [ 114 ] [ 115 ] |
| Caspar Corbeau                                                                  | 200 m klasycznym (m)                 | 2:10,21    | 21.        | NQ       | NQ       | NQ        | NQ      | [ 113 ] [ 114 ] [ 115 ] |
| Nyls Korstanje                                                                  | 100 m motylkowym (m)                 | 51,54      | 11.        | 51,80    | 12.      | NQ        | NQ      | [ 116 ] [ 117 ] [ 118 ] |
| Arjan Knipping                                                                  | 200 m zmiennym (m)                   | 1:59,44    | 30.        | NQ       | NQ       | NQ        | NQ      | [ 119 ] [ 120 ] [ 121 ] |
| Arjan Knipping                                                                  | 400 m zmiennym (m)                   | 4:15,83    | 17.        | N/A      | N/A      | NQ        | NQ      | [ 122 ] [ 123 ]         |
| Ferry Weertman                                                                  | 10 km (m)                            | N/A        | N/A        | N/A      | N/A      | 1:51:30,8 | 7.      | [ 124 ]                 |
| Nyls Korstanje Stan Pijnenburg Thom de Boer Jesse Puts                          | sztafeta 4 × 100 m dowolnym (m)      | 3:14,07    | 12.        | N/A      | N/A      | NQ        | NQ      | [ 125 ] [ 126 ]         |
| Ranomi Kromowidjojo                                                             | 50 m dowolnym (k)                    | 24,41      | 8.         | 24,29    | 3.       | 24,30     | 4.      | [ 127 ] [ 128 ] [ 129 ] |
| Femke Heemskerk                                                                 | 50 m dowolnym (k)                    | 24,77      | 16.        | WD       | WD       | NQ        | NQ      | [ 127 ] [ 128 ] [ 129 ] |
| Femke Heemskerk                                                                 | 100 m dowolnym (k)                   | 53,10      | 9.         | 52,93    | 6.       | 52,79     | 6.      | [ 131 ] [ 132 ] [ 133 ] |
| Ranomi Kromowidjojo                                                             | 100 m dowolnym (k)                   | 53,71      | 16.        | NQ       | NQ       | NQ        | NQ      | [ 131 ] [ 132 ] [ 133 ] |
| Kira Toussaint                                                                  | 100 m grzbietowym (k)                | 59,21      | 7.         | 59,09    | 7.       | 59,11     | 7.      | [ 135 ] [ 136 ] [ 137 ] |
| Maaike de Waard                                                                 | 100 m grzbietowym (k)                | 1:00,03    | 15.        | 1:00,49  | 16.      | NQ        | NQ      | [ 135 ] [ 136 ] [ 137 ] |
| Sharon van Rouwendaal                                                           | 200 m grzbietowym (k)                | 2:11,24    | 16.        | 2:12,98  | 16.      | NQ        | NQ      | [ 138 ] [ 139 ] [ 140 ] |
| Tes Schouten                                                                    | 100 m klasycznym (k)                 | 1:07,89    | 25.        | NQ       | NQ       | NQ        | NQ      | [ 141 ] [ 142 ] [ 143 ] |
| Kim Busch Ranomi Kromowidjojo Marrit Steenbergen Femke Heemskerk Kira Toussaint | sztafeta 4 × 100 m dowolnym (k)      | 3:33,51    | 2.         | N/A      | N/A      | 3:33,70   | 4.      | [ 145 ] [ 146 ]         |
| Sharon van Rouwendaal                                                           | 10 km (k)                            | N/A        | N/A        | N/A      | N/A      | 1:59:31,7 | srebro  | [ 147 ]                 |
| Kira Toussaint Tes Schouten Maaike de Waard Femke Heemskerk                     | sztafeta 4 × 100 m zmiennym (k)      | 3:59,89    | 10.        | N/A      | N/A      | NQ        | NQ      | [ 148 ] [ 149 ]         |
| Kira Toussaint Arno Kamminga Nyls Korstanje Ranomi Kromowidjojo                 | sztafeta mieszana 4 × 100 m zmiennym | 3:43,25    | 6.         | N/A      | N/A      | 3:41,25   | 6.      | [ 150 ] [ 151 ]         |

### Pływanie synchroniczne
| Zawodnik                             | Konkurencja | Eliminacje       | Eliminacje    | Eliminacje | Eliminacje | Finał            | Finał         | Finał    | Finał   | Źródło                  |
| Zawodnik                             | Konkurencja | Runda techniczna | Runda dowolna | Razem      | Miejsce    | Runda techniczna | Runda dowolna | Razem    | Miejsce | Źródło                  |
| Zawodnik                             | Konkurencja | Punkty           | Punkty        | Punkty     | Miejsce    | Punkty           | Punkty        | Punkty   | Miejsce | Źródło                  |
| ------------------------------------ | ----------- | ---------------- | ------------- | ---------- | ---------- | ---------------- | ------------- | -------- | ------- | ----------------------- |
| Bregie de Brouwer Noortje de Brouwer | Duety       | 88,1667          | 87,2612       | 175,4279   | 9.         | 87,2612          | 88,9000       | 176,1612 | 9.      | [ 152 ] [ 153 ] [ 154 ] |

### Podnoszenie ciężarów
| Zawodnik     | Konkurencja      | Rwanie | Rwanie  | Podrzut | Podrzut | Razem  | Pozycja | Źródło  |
| Zawodnik     | Konkurencja      | Wynik  | Pozycja | Wynik   | Pozycja | Razem  | Pozycja | Źródło  |
| ------------ | ---------------- | ------ | ------- | ------- | ------- | ------ | ------- | ------- |
| Enzo Kuworge | +109 kg mężczyzn | 175 kg | 11.     | 234 kg  | 5.      | 409 kg | 6.      | [ 155 ] |

#### Siatkówka plażowa
| Zawodnik                          | Konkurencja | Faza grupowa                                  | Faza grupowa                                   | Faza grupowa                            | Pozycja | Play-off                               | 1/8                          | Ćwierćfinały     | Półfinały        | Finał            | Finał   | Źródło  |
| Zawodnik                          | Konkurencja | Przeciwnik Wynik                              | Przeciwnik Wynik                               | Przeciwnik Wynik                        | Pozycja | Przeciwnik Wynik                       | Przeciwnik Wynik             | Przeciwnik Wynik | Przeciwnik Wynik | Przeciwnik Wynik | Pozycja | Źródło  |
| --------------------------------- | ----------- | --------------------------------------------- | ---------------------------------------------- | --------------------------------------- | ------- | -------------------------------------- | ---------------------------- | ---------------- | ---------------- | ---------------- | ------- | ------- |
| Alexander Brouwer Robert Meeuwsen | mężczyzni   | Lucena Dalhausser 2:0 (21:17, 21:18)          | Azaad Capogrosso 2:0 (21:14, 21:14)            | Cerutti Filho 0:2 (14:21, 22:24)        | 2.      | N/A                                    | Mol Sørum 0:2 (17:21, 19:21) | NQ               | NQ               | NQ               | 9.      | [ 156 ] |
| Katja Stam Raisa Schoon           | kobiet      | Pavan Humana-Paredes 0:2 (16:21, 14:21)       | Vergé-Dépré Heidrich 0:2 (20:22, 18:21)        | Sude Borger 2:0 (24:22, 21:16)          | 3.      | Echevarría Martínez 0:2 (17:21, 17:21) | NQ                           | NQ               | NQ               | NQ               | 17.     | [ 157 ] |
| Sanne Keizer Madelein Meppelink   | kobiet      | Fernández Baquerizo 1:2 (21:19, 18:21, 14:16) | Xue Chen Wang Xinxin 1:2 (21:19, 29:31, 13:15) | Ross Klinemann 1:2 (22:20, 17:21, 5:15) | 4.      | NQ                                     | NQ                           | NQ               | NQ               | NQ               | 19.     | [ 157 ] |

### Skateboarding
| Zawodnik          | Konkurencja | Eliminacje | Eliminacje | Finał  | Finał   | Źródło  |
| Zawodnik          | Konkurencja | Punkty     | Miejsce    | Punkty | Miejsce | Źródło  |
| ----------------- | ----------- | ---------- | ---------- | ------ | ------- | ------- |
| Roos Zwetsloot    | street (k)  | 13,48      | 4.         | 11,26  | 5.      | [ 158 ] |
| Keet Oldenbeuving | street (k)  | 8,70       | 12.        | NQ     | NQ      | [ 158 ] |

### Skoki do wody
| Zawodniczka      | Konkurencja                      | Preeliminacje | Preeliminacje | Półfinał | Półfinał | Finał  | Finał   | Źródło                  |
| Zawodniczka      | Konkurencja                      | Punkty        | Miejsce       | Punkty   | Miejsce  | Punkty | Miejsce | Źródło                  |
| ---------------- | -------------------------------- | ------------- | ------------- | -------- | -------- | ------ | ------- | ----------------------- |
| Inge Jansen      | trampolina 3 m indywidualnie (k) | 278,75        | 16.           | 301,90   | 9.       | 311,05 | 5.      | [ 159 ] [ 160 ] [ 161 ] |
| Celine van Duijn | wieża 10 m indywidualnie (k)     | 306,80        | 11.           | 306,45   | 10.      | 287,70 | 10.     | [ 162 ] [ 163 ] [ 164 ] |

### Szermierka
| Zawodnik      | Konkurencja              | 1/32             | 1/16                    | 1/8              | Ćwierćfinały     | Półfinały        | Finał/o 3. miejsce | Finał/o 3. miejsce | Źródło  |
| Zawodnik      | Konkurencja              | Przeciwnik Wynik | Przeciwnik Wynik        | Przeciwnik Wynik | Przeciwnik Wynik | Przeciwnik Wynik | Przeciwnik Wynik   | Pozycja            | Źródło  |
| ------------- | ------------------------ | ---------------- | ----------------------- | ---------------- | ---------------- | ---------------- | ------------------ | ------------------ | ------- |
| Bas Verwijlen | szpada indywidualnie (m) | Bye              | Kweon Young-jun W 15-10 | Cannone P 11-15  | NQ               | NQ               | NQ                 | 9.                 | [ 165 ] |

### Tenis stołowy
| Zawodnik      | Konkurencja        | Eliminacje       | Runda 1          | Runda 2          | Runda 3          | 1/8 finału        | Ćwierćfinały     | Półfinały        | Finał            | Finał   | Źródło  |
| Zawodnik      | Konkurencja        | Przeciwnik Wynik | Przeciwnik Wynik | Przeciwnik Wynik | Przeciwnik Wynik | Przeciwnik Wynik  | Przeciwnik Wynik | Przeciwnik Wynik | Przeciwnik Wynik | Pozycja | Źródło  |
| ------------- | ------------------ | ---------------- | ---------------- | ---------------- | ---------------- | ----------------- | ---------------- | ---------------- | ---------------- | ------- | ------- |
| Britt Eerland | gra pojedyncza (k) | N/A              | N/A              | N/A              | Meshref W 4-3    | Doo Hoi Kem P 1-4 | NQ               | NQ               | NQ               | 9.      | [ 166 ] |

### Tenis ziemny
| Zawodnik                         | Konkurencja | Pierwsza runda                    | Druga runda                              | Trzecia runda                                 | Ćwierćfinały     | Półfinały        | Finał            | Finał   | Źródło  |
| Zawodnik                         | Konkurencja | Przeciwnik Wynik                  | Przeciwnik Wynik                         | Przeciwnik Wynik                              | Przeciwnik Wynik | Przeciwnik Wynik | Przeciwnik Wynik | Pozycja | Źródło  |
| -------------------------------- | ----------- | --------------------------------- | ---------------------------------------- | --------------------------------------------- | ---------------- | ---------------- | ---------------- | ------- | ------- |
| Wesley Koolhof Jean-Julien Rojer | debel (m)   | N/A                               | Gillé Vliegen W 2-0 (6:3, 7:6)           | Daniell Venus P w/o                           | NQ               | NQ               | NQ               | 9.      | [ 167 ] |
| Kiki Bertens                     | singiel (k) | Vondroušová P 1-2 (4:6, 6:3, 4:6) | NQ                                       | NQ                                            | NQ               | NQ               | NQ               | 33.     | [ 168 ] |
| Kiki Bertens Demi Schuurs        | debel (k)   | N/A                               | Garcia Mladenovic W 2-1 (7:6, 5:7, 11:9) | Kudiermietowa Wiesnina P 1-2 (2:6, 6:3, 7:10) | NQ               | NQ               | NQ               | 9.      | [ 169 ] |

### Triathlon
| Zawodnik                                                     | Konkurencja | Pływanie                | Zmiana 1            | Jazda na rowerze        | Zmiana 2            | Bieg                    | Czas    | Pozycja | Źródło  |
| ------------------------------------------------------------ | ----------- | ----------------------- | ------------------- | ----------------------- | ------------------- | ----------------------- | ------- | ------- | ------- |
| Rachel Klamer                                                | kobiety     | 19:17                   | 0:44                | 1:03:05                 | 0:33                | 34:09                   | 1:57:48 | 4.      | [ 170 ] |
| Maya Kingma                                                  | kobiety     | 19:20                   | 0:43                | 1:03:03                 | 0:34                | 35:36                   | 1:59:16 | 11.     | [ 170 ] |
| Rachel Klamer Marco van der Stel Maya Kingma Jorik van Egdom | sztafeta    | 03:43 04:00 04:32 04:12 | 0:41 0:36 0:41 0:38 | 10:11 09:34 10:21 09:38 | 0:29 0:28 0:33 0:27 | 06:14 05:45 06:14 05:45 | 1:24:34 | 4.      | [ 171 ] |

### Wioślarstwo
| Zawodnik | Konkurencja | Eliminacje | Eliminacje | Repesaż | Repesaż | Ćwierćfinały | Ćwierćfinały | Półfinały | Półfinały | Finał   | Finał      | Miejsce | Źródło  |
| Zawodnik | Konkurencja | Czas       | M.         | Czas    | M.      | Czas         | M.           | Czas      | M.        | Czas    | M.         | Miejsce | Źródło  |
| --- | ----------- | ---------- | ---------- | ------- | ------- | ------------ | ------------ | --------- | --------- | ------- | ---------- | ------- | ------- |
| Finn Florijn | M1x         | 7:04,56    | 4.         | DNS     | DNS     | DNF          | DNF          | DNF       | DNF       | DNF     | DNF        | DNF     | [ 172 ] |
| Melvin Twellaar Stef Broenink | M2x         | 6:0838     | 1.         | N/A     | N/A     | N/A          | N/A          | 6:20,17   | 1.        | 6:00,53 | 2. Finał A | srebro  | [ 173 ] |
| Niki van Sprang Guillaume Krommenhoek                                                                                                | M2-         | 6:36,42    | 2.         | N/A     | N/A     | N/A          | N/A          | 6:19,57   | 4.        | 6:22,75 | 1. Finał B | 7.      | [ 174 ] |
| Dirk Uittenbogaard Abe Wiersma Tone Wieten Koen Metsemakers                                                                          | M4x         | 5:39,80    | 1.         | N/A     | N/A     | N/A          | N/A          | N/A       | N/A       | 5:32,03 | 1. Finał A | złoto   | [ 175 ] |
| Jan van der Bij Boudewijn Röell Sander de Graaf Nelson Ritsema                                                                       | M4-         | 6:00,27    | 3.         | 6:11,22 | 2.      | N/A          | N/A          | N/A       | N/A       | 5:50,81 | 6. Finał A | 6.      | [ 176 ] |
| Bjorn van den Ende Ruben Knab Jasper Tissen Simon van Dorp Maarten Hurkmans Bram Schwarz Mechiel Versluis Robert Lücken Eline Berger | M8+         | 5:3,66     | 1.         | N/A     | N/A     | N/A          | N/A          | N/A       | N/A       | 5:27,96 | 5.         | 5.      | [ 177 ] |
| Sophie Souwer | W1x         | 7:39,96    | 2.         | N/A     | N/A     | 7:59,92      | 2.           | 7:29,66   | 4.        | 7:55,96 | 1. Finał B | 7.      | [ 178 ] |
| Roos de Jong Lisa Scheenaard | W2x         | 6:49,90    | 1.         | N/A     | N/A     | N/A          | N/A          | 7:08,09   | 1.        | 6:45,73 | 3. Finał A | brąz    | [ 179 ] |
| Marieke Keijser Ilse Paulis | LW2x        | 7:07,73    | 1.         | N/A     | N/A     | N/A          | N/A          | 6:43,85   | 3.        | 6:48,03 | 3. Finał A | brąz    | [ 180 ] |
| Laila Youssifou Inge Janssen Olivia van Rooijen Nicole Beukers                                                                       | W4x         | 6:19,36    | 1.         | N/A     | N/A     | N/A          | N/A          | N/A       | N/A       | 6:15,75 | 6. Finał A | 6.      | [ 181 ] |
| Ellen Hogerwerf Karolien Florijn Ymkje Clevering Veronique Meester                                                                   | W4-         | 6:33,47    | 1.         | N/A     | N/A     | N/A          | N/A          | N/A       | N/A       | 6:15,71 | 2. Finał A | srebro  | [ 182 ] |

### Żeglarstwo
Kobiety
| Zawodnik                         | Konkurencja  | Wyścig | Wyścig | Wyścig | Wyścig | Wyścig | Wyścig | Wyścig | Wyścig | Wyścig | Wyścig | Wyścig | Wyścig | Wyścig | Punkty | Finałowa pozycja | Źródło  |
| Zawodnik                         | Konkurencja  | 1      | 2      | 3      | 4      | 5      | 6      | 7      | 8      | 9      | 10     | 11     | 12     | M*     | Punkty | Finałowa pozycja | Źródło  |
| -------------------------------- | ------------ | ------ | ------ | ------ | ------ | ------ | ------ | ------ | ------ | ------ | ------ | ------ | ------ | ------ | ------ | ---------------- | ------- |
| Marit Bouwmeeste                 | Laser Radial | 21     | 14     | 7      | 2      | 3      | 9      | 45 BFD | 7      | 1      | 7      | N/A    | N/A    | 12     | 83     | brąz             | [ 183 ] |
| Annemiek Bekkering Annette Duetz | 49erFX       | 13     | 8      | 2      | 1      | 6      | 1      | 12     | 5      | 6      | 5      | 11     | 16     | 18     | 88     | brąz             | [ 184 ] |
| Afrodite Zegers Lobke Berkhout   | 470          | 10     | 11     | 14     | 11     | 9      | 6      | 17     | 6      | 4      | 2      | N/A    | N/A    | 18     | 91     | 10.              | [ 185 ] |
| Lilian de Geus                   | RS:X         | 8      | 11     | 1      | 8      | 3      | 11     | 3      | 4      | 4      | 9      | 5      | 4      | 12     | 72     | 5.               | [ 186 ] |

Mężczyźni
| Zawodnik                   | Konkurencja | Wyścig | Wyścig | Wyścig | Wyścig | Wyścig | Wyścig | Wyścig | Wyścig | Wyścig | Wyścig | Wyścig | Wyścig | Wyścig | Punkty | Finałowa pozycja | Źródło  |
| Zawodnik                   | Konkurencja | 1      | 2      | 3      | 4      | 5      | 6      | 7      | 8      | 9      | 10     | 11     | 12     | M*     | Punkty | Finałowa pozycja | Źródło  |
| -------------------------- | ----------- | ------ | ------ | ------ | ------ | ------ | ------ | ------ | ------ | ------ | ------ | ------ | ------ | ------ | ------ | ---------------- | ------- |
| Nicholas Heiner            | Finn        | 11     | 5      | 10     | 2      | 4      | 2      | 10     | 3      | 7      | 9      | N/A    | N/A    | 4      | 56     | 4.               | [ 187 ] |
| Bart Lambriex Pim van Vugt | 49er        | 14     | 2      | 3      | 7      | 6      | 7      | 13     | 14     | 7      | 6      | 7      | 3      | 12     | 87     | 6.               | [ 188 ] |
| Kiran Badloe               | RS:X        | 5      | 7      | 1      | 1      | 26 DSQ | 5      | 2      | 4      | 1      | 5      | 1      | 1      | 4      | 37     | złoto            | [ 189 ] |

M = Wyścig medalowy